# De praestigiis daemonum

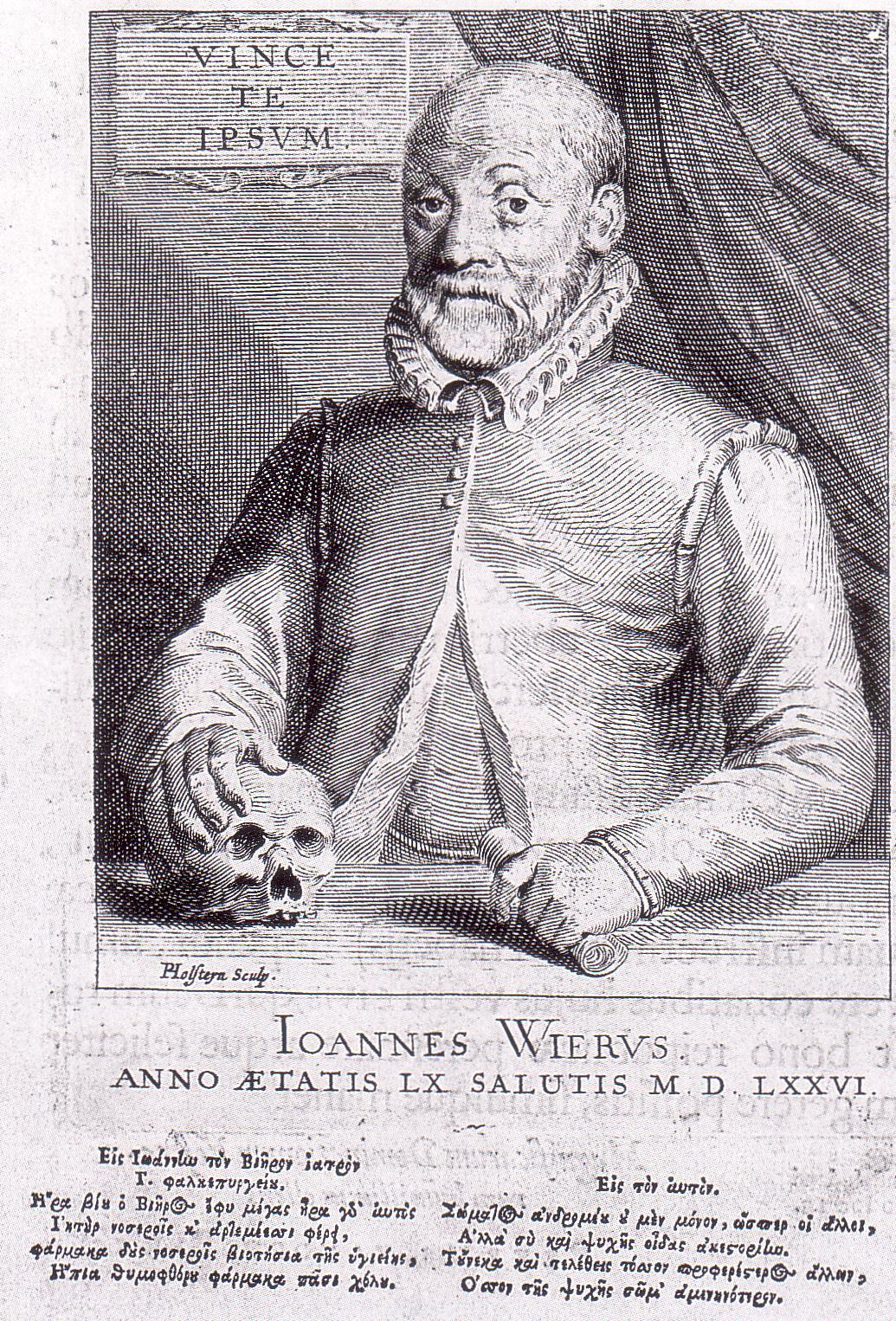
Retrato de Johannes Wier

De praestigiis daemonum es un texto de demonología, del médico y ocultista holandés, Johann Weyer, también conocido como Wierus, publicado en Basilea en 1563.

## Sinopsis
Este libro contiene un apéndice famoso que también circula de forma independiente como Pseudomonarchia daemonum, una lista de nombres y títulos de espíritus del infierno, y los poderes que supuestamente posee cada uno de ellos. Weyer indica que su fuente para estos conocimientos fue un libro llamado Liber officiorum spirituum, seu liber dictus Empto Salomonis, de principibus et regibus demoniorum ("El libro de los oficios de los espíritus, o el libro llamado Empto, de Salomón, sobre una princesa y reyes de los demonios.) Las razones de Weyer para presentar este material no era instruir a sus lectores en demonología, sino para "exponer a todos los hombres" las pretensiones de aquellos que dicen ser capaces de utilizar magia, hombres que "no se avergüenzan de proclamar que son magos, y su extravagancia, engaños, vanidad, delirio, falsedad, locura, ausencia de pensamiento, y mentiras obvias, para poner sus alucinaciones a la luz del día." " Las supuestas fuentes de Weyer estiman que había 7,451,926 demonios, divididos en 1111 legiones y que obedecían a 72 príncipes del infierno. Las fuentes de Weyer afirman que el Infierno se organiza de forma jerárquica en una corte que está dividida en príncipes, ministros y embajadores.

## Recepción
Este libro es recordado por dos cosas. Weyer trataba una demonología completamente ortodoxa en términos de ratificación de la realidad de Satan y los espíritus demoníacos, mientras mantenía que sus habilidades para actuar estaban circunscritas a la omnipotencia de Dios, él estaba en desacuerdo con algunos de sus contemporáneos acerca de la justificación de la cacería de brujas. Weyer creía que muchos, probablemente todos, los casos de supuesta brujería, eran resultado de espejismos de supuesta brujería, más que verdadera y voluntaria cooperación con espíritus malignos. En resumen, Weyer clama que los casos de supuesta brujería eran psicológicos más que sobrenaturales en su origen.

### Legado
De Praestigiis ha sido traducido al inglés, francés y alemán; fue una de las principales fuentes del escéptico tratado de bujería de Reginald Scot, The Discoverie of Witchcraft.